# Arboretum-Heempark Delft

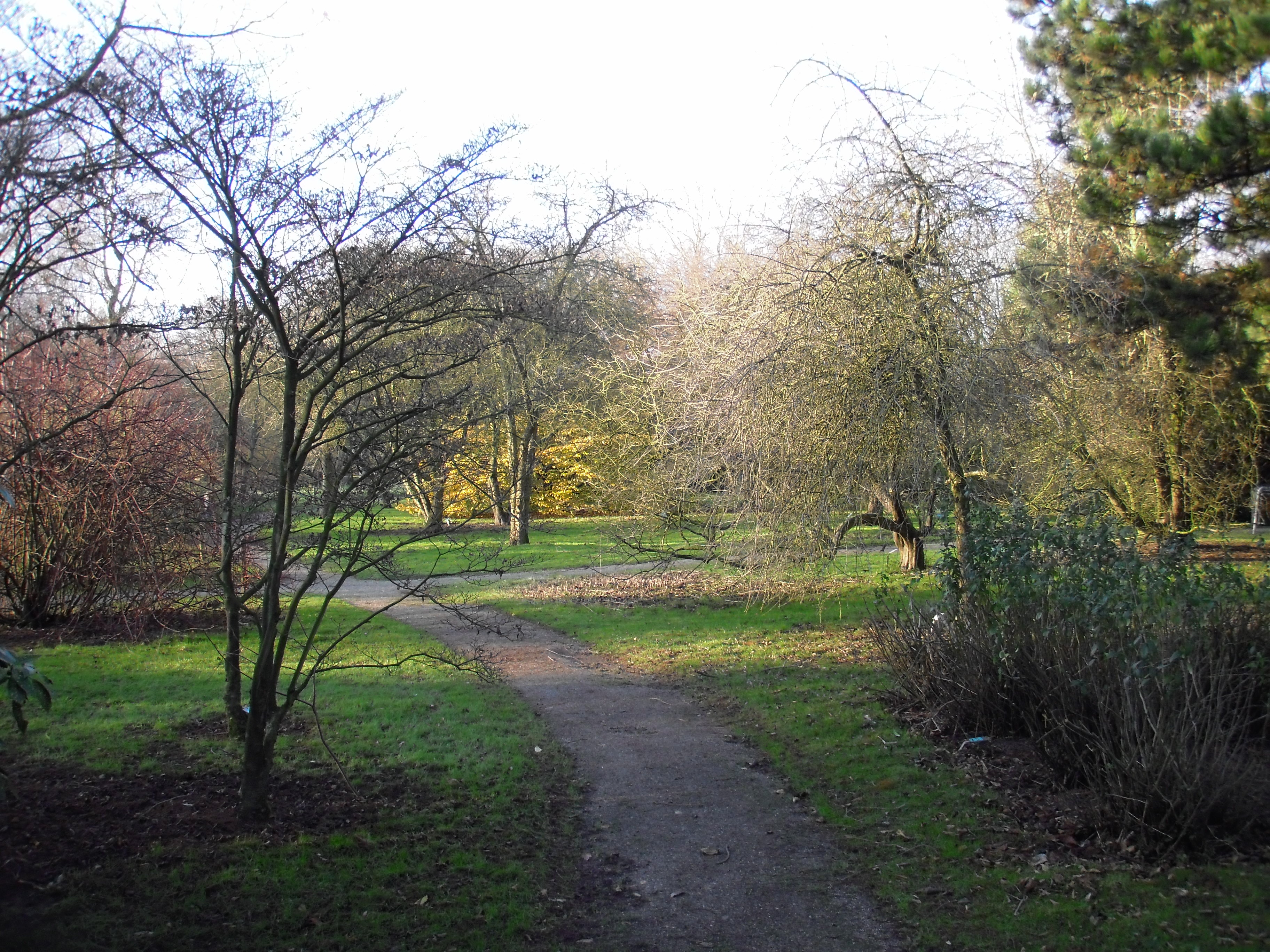
Arboretum

Het Arboretum-Heempark Delft is gelegen in het natuur- en recreatiegebied Delftse Hout in de gemeente Delft, in de Nederlandse provincie Zuid-Holland. Het park is aangelegd vanaf 1966.
Het Arboretum-Heempark is een combinatie van een arboretum en een heemtuin. De aanleg was door het stadsbestuur bedoeld als compensatie voor de toenmalige stadsuitbreiding. Men wilde eind zestiger jaren een toevluchtsoord realiseren voor verdrongen planten en dieren. En de stadsbewoners de mogelijkheid geven om door het park kennis op te doen van de natuur en de natuurbescherming.
In het arboretum zijn voornamelijk uitheemse bomen en struiken aangeplant. De rozen, appels of kersen en sierkersen staan vaak per geslacht bijeen en ook de naaldbomen staan gegroepeerd. De bomen en struiken kunnen op deze wijze ook goed vergeleken worden voor de toepassing in de eigen tuin.
Het heempark toont de specifieke milieus met de bomen, struiken en planten die oorspronkelijk in de regio voorkomen of voorkwamen. De bodem is hiervoor bij de aanleg aangepast. Zo is er bijvoorbeeld een met zand verschraalde berm, een veenplaat en een met kalk verrijkt bosgedeelte.
Het beleid is gericht op het in stand houden en uitbreiden van de diversiteit aan inheemse en uitheemse bomen, struiken en planten. Om het publiek te bedienen, zijn er bij veel bomen en struiken naambordjes geplaatst. Vrijwilligers van het Arboretum-Heempark verzorgen rondleidingen en vanuit het aanpalende natuureducatieve centrum De Papaver wordt het park veel gebruikt voor het geven van lessen aan kinderen.